# 인천여자상업고등학교
인천여자상업고등학교(仁川女子商業高等學校)는 대한민국 인천광역시 중구 신생동에 위치한 공립 고등학교이다.

## 학교 연혁
- 1945년 4월 12일 : 인천공립여자상업학교로 개교
- 1955년 4월 18일 : 인천여자상업고등학교 설립인가
- 1978년 11월 27일 : 학칙변경(주간 각학년 10학급, 특별학급 각학년 1학급, 계 33학급)
- 2000년 7월 25일 : 학칙변경(정보처리과 4학급, 사이버유통과 3학급, 웹디자인과 3학급, 관광정보과 2학급 계 12학급)
- 2008년 9월 18일 : 2009학년도 국제비즈니스특성화고등학교 지정(금융정보과, 국제통상과)
- 2017년 7월 10일 : 매직(매력적인 직업계고 육성) 프로그램 지원 사업 선정
- 2023년 3월 2일 : 제22대 이성호 교장 취임
- 2023년 12월 28일 : 제74회 졸업생 113명(연인원 33,469명)
- 2024년 3월 4일 : 신입생 165명 입학

## 설치 학과
- 회계금융과
- 무역외국어과
- IT크리에이터과
- 글로벌비즈니스과
- 경영사무과

## 참고 자료
- 인천여자상업고등학교 - 한국교육학술정보원 학교알리미